# Cuatrinomio de Oro
El término Cuatrinomio de Oro se refiere a un grupo de políticos paraguayos influyentes de los años 1960-1980, que representan a los aliados más cercanos del dictador Alfredo Stroessner. El grupo incluía a tres miembros del gobierno y al secretario presidencial. Bajo el liderazgo de Stroessner, los miembros del Cuatrinomio de Oro ocuparon los niveles más altos del régimen, determinando la política del estado y del Partido Colorado. Se hicieron infames en el país debido a su participación en la represión política y la corrupción del régimen. Después de la caída del régimen, fueron procesados.

## Composición y función
Tras el golpe de Estado en Paraguay de 1954, el general de división Alfredo Stroessner fue electo presidente, logrando con celeridad consolidar su hegemonía política mediante la designación de leales en posiciones estratégicas del gobierno provisional y del Partido Colorado. Este proceso derivó en la institucionalización de un régimen autoritario de larga duración, el más extenso en la historia contemporánea del Paraguay y de América Latina. El régimen instaurado, de naturaleza unipartidista, se caracterizó por sistemáticas vulneraciones a los derechos humanos, una postura anticomunista radical, una política de represión interna severa y la implementación de proyectos económicos de envergadura.
El soporte estructural del régimen se basó en el comando militar y policial, la burocracia estatal, el aparato del Partido Colorado y organizaciones paramilitares afines, además del respaldo de sectores sociales tales como el campesinado conservador, la clase media urbana y determinados grupos vinculados al crimen organizado.
Durante la gestión del entonces ministro del Interior Edgar Ynsfrán Doldán, el régimen emprendió una ofensiva sistemática contra insurgentes y disidentes de izquierda, posicionándose como aliado estratégico de los Estados Unidos en el contexto de la Guerra Fría, debido a su virulento anticomunismo. Ynsfrán dotó al régimen de un marco ideológico coherente en su fase fundacional; sin embargo, fue desplazado en 1966, cuando Stroessner impulsó una campaña de «blanqueamiento» internacional de la imagen del país bajo la apariencia de un proceso de liberalización política, que en la práctica no se tradujo en transformaciones sustanciales. La represión estatal continuó inalterada bajo sus sucesores.
En ese periodo se consolidó una cúpula de poder informal compuesta por los cuatro colaboradores más cercanos a Stroessner, conocidos como el Cuatrinomio de Oro, integrado por:
- Sabino Augusto Montanaro: Ministro del Interior (sucesor de Edgar L. Ynsfrán), y vicepresidente del Partido Colorado. Supervisaba tanto la policía civil y militar como a las milicias partidarias asociadas al partido oficialista.

- Adán Godoy Jiménez: Ministro de Salud Pública y Bienestar Social. Estuvo a cargo de las políticas sociales del régimen stronista.[2]

- José Eugenio Jacquet: Ministro de Justicia y Trabajo. Coordinaba el aparato judicial y administrativo. Fue el impulsor de los Grupos de Acción Anticomunista (GAA).

- Mario Abdo Benítez: Secretario privado del presidente. Controlaba la logística, la documentación oficial y la organización de la agenda presidencial.

La cercanía personal con Stroessner tenía mayor peso político que los cargos institucionales. Aunque todos eran miembros del Partido Colorado, su lealtad primordial era hacia el propio presidente. Stroessner era conocido por su inclinación a la toma de decisiones personalista, sin necesidad de consejeros influyentes o «eminencias grises». No obstante, los integrantes del Cuatrinomio desempeñaron un rol clave en la formulación e implementación de las políticas del régimen y gozaban de una especie de gravitación política.
Montanaro fue señalado por la comunidad internacional por prácticas sistemáticas de represión y tortura, operando a través de los servicios de inteligencia DIPC y DNAT, así como mediante las milicias irregulares conocidas como «Macheteros» y «Garroteros». Godoy fue implicado en redes de corrupción, enfrentando procesos judiciales por malversación de fondos tras la caída del régimen. Jacquet era considerado un extremista ideológico, cuya presencia pública generaba rechazo debido a su retórica agresiva y las actividades represivas de los GAA. Abdo Benítez, pese a su escasa formación académica y cuestionada competencia profesional, logró mantener su influencia gracias a su fidelidad incondicional al dictador.
En palabras del medio ruso В Кризис:
«Un aterrador ministro del Interior, un aburrido ministro de Salud, un inescrutable pero no menos peligroso ministro de Justicia y un secretario personal no calificado», tal es el relato de los historiadores modernos. En esta capacidad estaban ayudando a Alfredo Stroessner a gobernar Paraguay.
Aunque carecían del peso político e ideológico de figuras como Ynsfrán o Juan Manuel Frutos Fleitas, los miembros del Cuatrinomio de Oro llegaron a encarnar, en el imaginario colectivo paraguayo, la estructura autoritaria del régimen, tanto en sus dimensiones represivas como en sus excesos administrativos. Como consecuencia, se convirtieron en blancos prioritarios de la justicia durante el período de transición hacia la democracia.

## Caída
En la segunda mitad de la década de 1980, el sentimiento de oposición comenzó a extenderse dentro del Partido Colorado, ya que el deterioro de las condiciones económicas y la supresión constante de las libertades civiles se habían vuelto intolerables para muchos. Este movimiento de oposición creció hasta el golpe de Estado del 2 y 3 de febrero de 1989, cuando Stroessner fue depuesto y reemplazado por su antiguo hombre de confianza, Andrés Rodríguez Pedotti, con el apoyo del ejército. Alfredo Stroessner fue expulsado de Paraguay a Brasil. Godoy, Jacquet y Abdo Benítez fueron detenidos, mientras que Montanaro logró escapar a Honduras. Se suponía que la severidad hacia los miembros de los «Cuatrinomio de Oro» demostraría la seriedad de las intenciones reformistas del nuevo régimen.
Godoy, Jacquet y Abdo Benítez fueron juzgados. Godoy fue acusado de manipulación financiera con la construcción ficticia de hospitales, Jacquet de malversación de fondos presupuestarios, y Abdo Benítez de apropiación de tierras durante la reforma agraria. Los tres fueron declarados culpables y condenados a prisión. Godoy cumplió unos meses, Abdo Benítez tres años y Jacquet cinco años. Tras su liberación, Godoy, que sufrió un derrame cerebral, y Abdo Benítez, que padecía la enfermedad de Parkinson, llevaron una vida recluida. Jacquet se mantuvo activo, ejerciendo la abogacía, pero se retiró de la política. Las reacciones de la opinión pública fueron en su mayoría de indignación, porque solo se presentaron cargos de corrupción en su contra, y no crímenes de lesa humanidad.
Montanaro regresó a Paraguay en 2009 después de veinte años de exilio. Fue arrestado, puesto en prisión y luego bajo arresto domiciliario. Fue acusado de abuso de poder, detenciones ilegales, tortura y asesinato. El juicio en su contra comenzó, pero no llegó al veredicto.
Montanaro murió en 2011, Abdo Benítez en 2013, y Godoy en 2017. Montanaro y Abdo Benítez fallecieron en Asunción, Paraguay, mientras que Godoy en São Paulo, Brasil. Ninguno de ellos expresó remordimiento por sus actividades anteriores.
En 2018, Mario Abdo Benítez, hijo de Abdo Benítez padre, fue elegido presidente de Paraguay. El acto de inauguración contó con la presencia de Eugenio Jacquet, último miembro del «Cuatrinomio de Oro». En una controvertida entrevista publicada después, Jacquet afirmó que si bien se tuvieron que tomar decisiones difíciles en el período de Stroessner, todo se había hecho por el bien común, y los frutos de ese trabajo eran visibles hasta hoy en día en Paraguay. También afirmó que los muetos por la dictadura no fueron torturados ni asesinados, sino «rebeldes» que fueron «muertos en combate».